# Питао-Кособи
Питао-Кособи — в мифологии сапотеков благодетельный бог кукурузы, имевший вид летучей мыши с хоботообразным носом. Ему поклонялись и как символу в виде крупного початка кукурузы. Питао-Кособи находился в тесной связи с богом дождя Косихо-Питао